# Spiroctenus tricalcaratus
Espèce
Synonymes
- Hermachastes tricalcaratus Purcell, 1903

Spiroctenus tricalcaratus est une espèce d'araignées mygalomorphes de la famille des Bemmeridae.

## Distribution
Cette espèce est endémique du Cap-Occidental en Afrique du Sud,. Elle se rencontre vers Saldanha Bay.

## Description
Les mâles mesurent de 11 à 14 mm.

## Publication originale
- Purcell, 1903 : New South African spiders of the families Migidae, Ctenizidae, Barychelidae Dipluridae, and Lycosidae. Annals of the South African Museum, vol. 3, p. 69-142 (texte intégral).